# リー・ヤンの定理
統計力学において リー・ヤンの定理（リー・ヤンのていり、中国語: 楊李定理、英語: Lee–Yang theorem）とは、統計的場の理論における強磁性の相互作用を持つ、あるモデルの分配函数を外場の関数としたときに、全てのゼロ点が純虚数になるという定理である。外場を指数関数の形でフガシティーに変数変換すれば、ゼロ点は複素平面の単位円上の点となることから、リー・ヤンの円定理とも呼ばれる。この最初のバージョンは、イジングモデルに対して、李政道と楊振寧 (Lee & Yang 1952)により証明された。
Simon & Griffiths (1973)は、リー・ヤンの定理をイジングモデルの重ね合わせによって近似することで、ある連続の確率分布へ拡張した。Newman (1974)は、一般的な定理として大まかに言えば強磁性を持つ相互作用に対して成り立つリー・ヤンの定理が相互作用のない場合にも成り立つことを示した。Lieb & Sokal (1981)は、チャールズ・ニューマンの結果を R から高次元ユークリッド空間上の測度へ拡張した。
リー・ヤンの定理とリーマンゼータ函数やリーマン予想との関係について、いくつかの予想がある。(Knauf 1999)を参照。

## 準備
Newman (1974)の結果に基づく形で、定式化を行う。スピン変数を Sj、外場を zjとし、系のスピン・ハミルトニアンが、
{\displaystyle H=-\sum {J_{jk}S_{j}S_{k}}-\sum {z_{j}S_{j}}}
で与えられるものとする。ここで相互作用項の係数 Jjk の全てが非負な実数のときに 強磁性(ferromagnetic)という。
このとき、分配函数は次の式で与えられる。
{\displaystyle Z=\int e^{-H}d\mu _{1}(S_{1})\cdots d\mu _{N}(S_{N})}
ここに各々の dμj は任意のガウス函数が可積分であるように、無限遠点で十分早く減少する実数軸 R 上の測度とする。
{\displaystyle \int e^{bS^{2}}d|\mu _{j}(S)|<\infty ,\,\forall b\in \mathbb {R} }
実数上の急減少する測度は、次のように、そのフーリエ変換の全てのゼロ点が実数であるときに、リー・ヤンの性質(Lee-Yang property)を持つと呼ばれる。
{\displaystyle \int e^{hS}d\mu _{j}(S)\neq 0,\,\forall h\in \mathbb {H} _{+}:=\{z\in \mathbb {C} |\Re {z}>0\}}

## 定理
リー・ヤンの定理は次のことを言っている。 もしハミルトニアンが強磁性的で、全ての測度 dμj がリー・ヤンの性質を持ち、全ての zj が正の実部を持てば、分配函数はゼロにならない。
{\displaystyle Z(\{z_{j}\})\neq 0,\,\forall z_{j}\in \mathbb {H} _{+}}
特に、全ての値 zj がある値 z に等しいならば、z の函数として考えたときに、分配函数の全てのゼロ点は虚数になる。
リー・ヤンの考えた元来のイジングモデルでは、測度は2点の集合 {−1, 1} の上にサポートを持っているので、分配函数は変数 ρ= eπz の函数と考えることができる。変数変換によってリー・ヤンの定理は、全てのゼロ点ρ は単位円 |ρ| = 1 の上にあるということができる。

## 例
リー・ヤンの性質を持つ測度の例をいくつか列挙する。
- スピン 1/2であるイジングモデルの場合、各々の測度は、ウェイト 1/2 を持ち、 1 と −1の 2点で構成されているサポートを持つ、dμi（Si）=(δ (Si -1) + δ (Si +1))/2である。これは元来の場合でリー・ヤンによって考えられた。
- スピン n/2 の測度は、各々がウェイト 1/(n  + 1) を持つ n+1 個の空間的な点をサポートとして持っている。これはイジングモデルの一般化に相当する。
- −1 と 1 の間の均一な密度分布をした測度
- 密度 {\displaystyle \exp(-\lambda \cosh(S))\,dS}
- 正のλと実数bに対しての密度 {\displaystyle \exp(-\lambda S^{4}-bS^{2})\,dS}、これは (φ4)2 のユークリッド量子場理論に対応する。
- 正の λ に対し密度 {\displaystyle \exp(-\lambda S^{6}-aS^{4}-bS^{2})\,dS} は、リー・ヤンの性質をいつも持つわけではない。
- dμ がリー・ヤンの性質を持つと、任意の正の b に対し {\displaystyle \exp(bS^{2})d\mu } がリー・ヤンの性質を持つ。
- dμ がリー・ヤンの性質を持つと、任意の偶の多項式 Q でゼロ点が全て虚数であるような多項式に対し、Q(S) dμ がリー・ヤンの性質を持つ。
- リー・ヤンの性質を持つ2つの測度の畳み込みもリー・ヤンの性質を持つ。